# SCID-5
DSM-IV를 사용하는 구조적 임상 면접(SCID-5,Structured Clinical Interview for DSM-IV)은 심리학적으로 심리평가 및 심리검사를 위한 DSM-IV에 의해 체계화된 질의 응답의 진단 인터뷰이다.

## SCID-I과 SCID-II
SCID-I는 DSM-IV 축(Axis) I 장애 (주요 정신 장애)를 결정하는 데 사용되는 진단 검사이다. SCID-II는 Axis II 장애 (인격 장애)를 결정하는 데 사용되는 진단 검사이다.
SCID-I는 SCID-5-CV로 그리고 SCID-II는 SCID-5-PD로 개정되었다.

## 같이 보기
- ICD-10